# La Fée interurbaine
La Fée interurbaine (titre original : Interurban Queen) est une nouvelle écrite en 1970 par R. A. Lafferty.

## Parutions

### Parutions aux États-Unis
La nouvelle a été publiée en  1970 dans Orbit no 8.
Elle a ensuite été publiée dans les anthologies Survival Printout (1973), Looking Ahead (1975) et Car Sinister (1979).

### Parutions en France
Elle a été publiée en France dans le recueil Histoires de la quatrième dimension (1983).

### Parutions dans d'autres pays
La nouvelle a été publiée :
- aux Pays-Bas, sous le titre De Interlokale Koningin (1979)[1] ;
- en Italie, sous le titre Tutti In Tram (1985)[2].

## Résumé
Un vieillard, Charles Archer, raconte ses souvenirs à ses petits-enfants. Il se souvient qu'au début du XXe siècle, on ne savait pas comment évoluerait la société : les États-Unis seraient-ils une société dominée par l'Automobile, le pétrole, la puanteur, la saleté, la vitesse, l'arrogance et la folie des conducteurs de voitures, ou alors une société calme et tranquille structurée autour des tramways urbains et interurbains ?
Charles Archer avait investi toutes ses économies (une forte somme, à l'époque), dans l'Automobile : il a tout perdu !
On sait aujourd'hui comment les choses ont évolué : des liaisons de tramways denses et régulières, peu de pollution, des rapports sociaux sereins, bref une société simple et heureuse.
Un seul bémol néanmoins : il existe quelques conducteurs de véhicules dans le pays. Ils sont si arrogants, si imbus d'eux-mêmes, que lorsqu'on parvient à en capturer un, on l'exécute immédiatement à coup de fusil : les tribunaux sont trop laxistes en les condamnant à la réclusion à perpétuité !